# Wilhelm Franz von Bibra

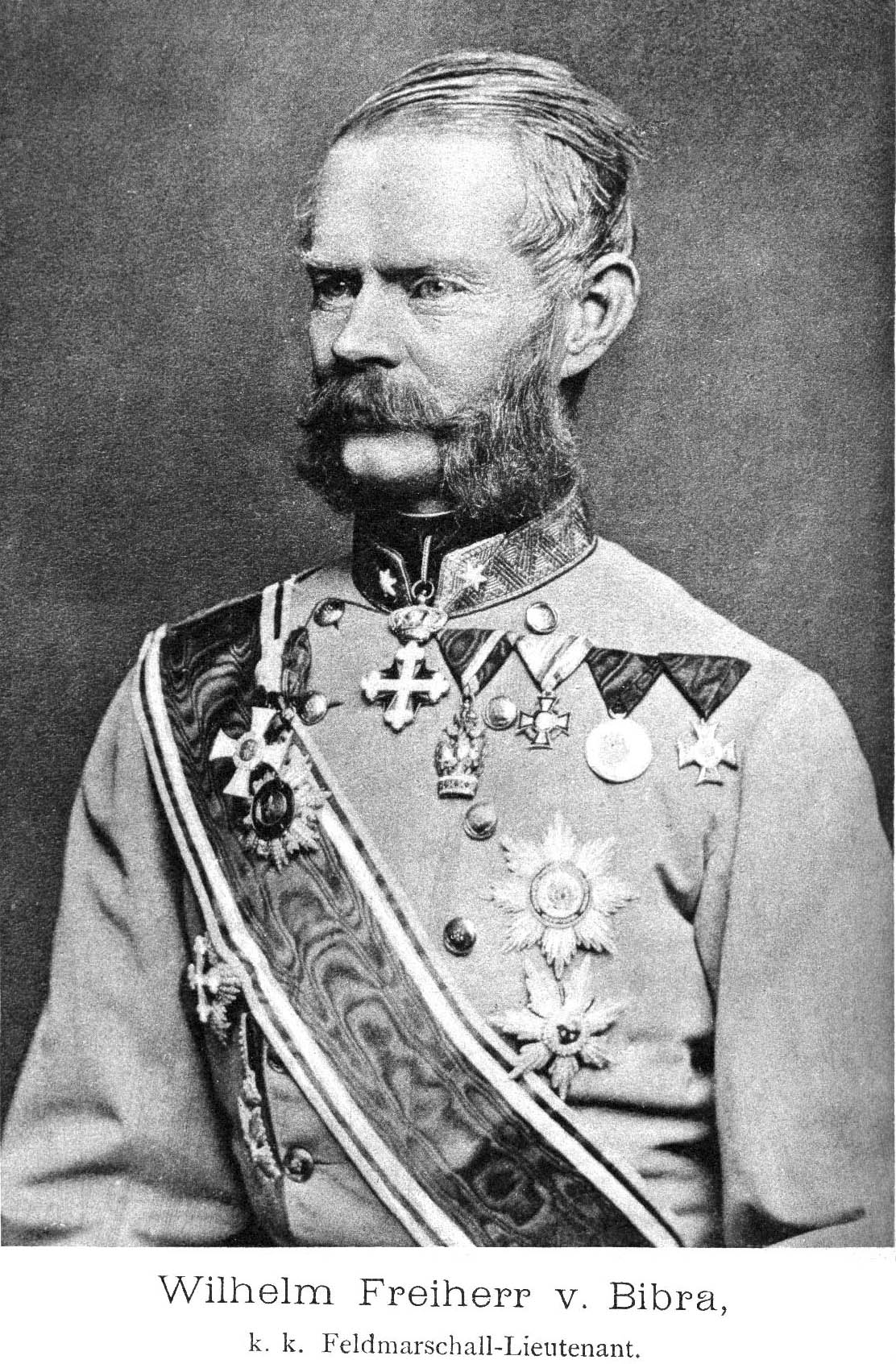
Wilhelm Franz von Bibra (aus Bibra: Beiträge zur Familien Geschichte der Reichsfreiherrn von Bibra)

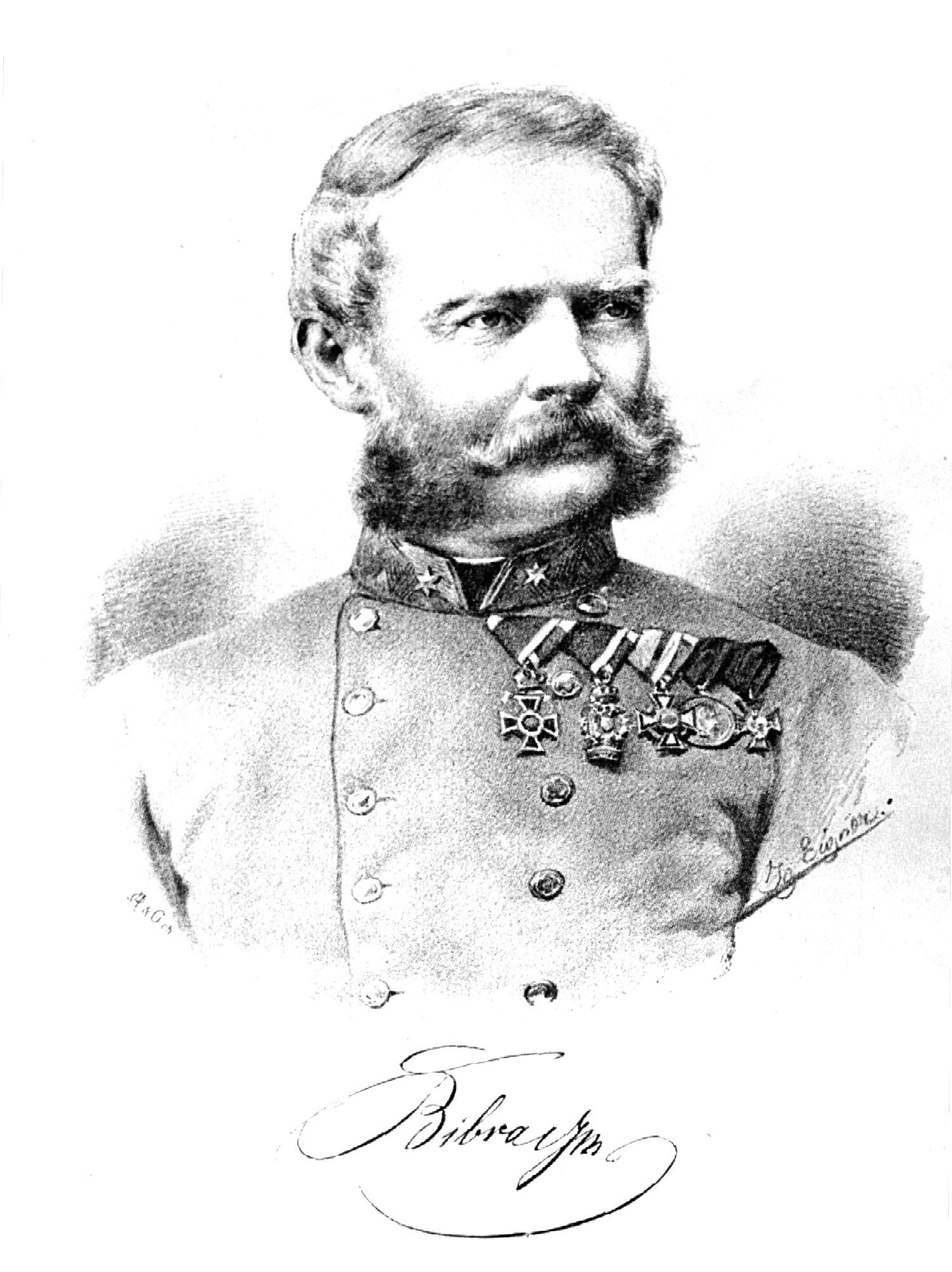
Foto des Wilhelm Franz Frhr. von Bibra

Wilhelm Franz Freiherr von Bibra (* 24. März 1824 in Biala, Galizien; † 18. Juni 1879 in Szolnok) bekleidete hohe militärische Ämter. Sein letzter Dienstgrad war  Feldmarschallleutnant der k.u.k. Armee.

## Herkunft und Familie
Wilhelm Franz Freiherr von Bibra stammt aus dem thüringisch-fränkischen Adelsgeschlecht der von Bibra. Seine Eltern waren Adelbert Freiherr von Bibra (1789–1873) und dessen Ehefrau Franziska Wildau von Lindenwiese (1791–1866). Er war seit 1849 verheiratet mit Maria Pan (1830–1911) aus einer Prager Gutsbesitzerfamilie. Aus der Ehe entstammten die Kinder Maria (1851–1882), Gabriele (1853 – nach 1921) und Alfred (1855–1915).

## Militärische Karriere
In der Schlacht bei Custozza war Wilhelm Franz als Oberst maßgeblich am Erfolg beteiligt und wurde hierfür mit dem Orden der Eisernen Krone III. Klasse mit Kriegsdekoration ausgezeichnet. Am Ende des Deutschen Krieges wurde die österreichische Armee neu organisiert, Wilhelm Franz gehörte dabei der Kommission an, die ein Regelwerk einer Neuordnung erstellte. Es folgten weitere Beförderungen: 1872 zum Generalmajor und Kommandeur der 1. Infanteriebrigade, 1878 zum Sektionschef im k.u.k. Kriegsministerium. Wenig später folgte die Beförderung zum Feldmarschalleutnant und 1879 die Berufung zum Chef der ökonomischen Sektion und der gesamten Militärintendanz. Kaiser Franz Joseph ernannte ihn 1874 zum Ritter des österreichisch-kaiserlichen Leopold-Ordens. Er starb unerwartet mit 55 Jahren am Ende einer Inspektionsreise in Szolnok an einem Herzschlag und wurde in Anwesenheit der österreichischen Generalität mit allen militärischen Ehren in Wien bestattet.